# Fabio Metelli
Fabio Metelli (Trieste, 10 giugno 1907 – Padova, 22 gennaio 1987) è stato uno psicologo e insegnante italiano.
Fu direttore dell'Istituto di Psicologia di Padova dal 1943 al 1971 e presidente della Società Italiana di Psicologia Scientifica. Ebbe un ruolo fondamentale nella creazione del primo corso di laurea di Psicologia in Italia. Il suo ambito di studio principale fu la Psicologia della Percezione visiva, indagata attraverso un'impronta metodologica gestaltica.

## Biografia
Laureatosi nel 1929 a Padova in Lettere e Filosofia nel 1929, divenne assistente di Cesare Musatti, il direttore dell'istituto di Psicologia dell'università di Padova. Metelli si presentò da Musatti dopo aver conseguito la laurea in letteratura greca, con una tesi sull'Estetica di Platone, e divenne suo collaboratore volontario. Le cattedre di Psicologia in Italia erano sparute, solo quattro, così guadagnarsi da vivere facendo ricerca in ambito psicologico era difficile. Inoltre, la psicologia era osteggiata dal ministro dell'educazione di allora, Giovanni Gentile. Come ricordò lo stesso Musatti: "allora la psicologia non dava pane".  Anche per questo motivo, Metelli fu costretto ad accettare la cattedra di Lettere nelle scuole medie dal 1934 fino al 1951. Nel 1940 fu chiamato a Roma presso l'Istituto di Psicologia del Consiglio Nazionale delle Ricerche. A Roma conseguì la libera docenza e conobbe la futura moglie, Carmela di Lallo.
Quando Musatti fu interdetto dall'insegnamento universitario a causa delle leggi razziali fasciste e dovette andarsene a Ivrea, nel 1943, Metelli ne ereditò il ruolo di direttore dell'Istituto di Psicologia padovano, entrando così nella cerchia degli studiosi riconosciuti di psicologia. Nel 1951, dopo aver vinto il concorso per l'insegnamento universitario, iniziò a insegnare a Catania prima, su invito di Carmelo Ottaviano, Trieste poi, e quindi a Padova dal 1954. Nel 1962 avviò la scuola di Specializzazione in Psicologia, che diresse fino al 1971. Proprio in questo anno, grazie alla collaborazione di Metelli con Ernesto Valentini, vennero inaugurati i primi due corsi di laurea in Psicologia in Italia, uno a Padova e uno a Roma.
Nel 1973 entrò a far parte del Collegio dei direttori dell'Italian Journal of Psychology. L'anno successivo pubblicò l'articolo The perception of transparency, dove espose la sua teoria sulla trasparenza percettiva; la bontà di questa ricerca venne apprezza a livello internazionale per via del modello matematico con cui il Metelli era riuscito a prevedere qualitativamente e quantitativamente il manifestarsi del fenomeno. Questo elevato livello di specializzazione e di esposizione matematica era una delle cifre stilistiche degli studi del Metelli e uno degli insegnamenti che i suoi alunni praticarono con più dedizione; anche per questo la percettologia italiana divenne famosa in tutto il mondo.
Divenuto professore ordinario di psicologia della percezione a Padova nel 1976, collaborò con importanti riviste internazionali di psicologia, come il Journal de Psychologie Normale et Pathologique, Psychological research, il German Journal of Psychology. Nel 1977 diventa Socio della American Psychological Association in virtù dei propri contributi nella ricerca.
Nel 1982 Sandro Pertini gli conferì il titolo di Professore Emerito. Continuò a collaborare con l'istituto psicologico anche negli ultimi anni di vita, anche se provato dalla morte della moglie: nell'1986, qualche mese prima della morte, presenta una relazione al convegno organizzato a Milano in onore di Rudolf Arnheim.

## Intitolazioni
Nel 1975, viene pubblicata una Festschrift in suo onore, che contiene gli scritti di prestigiosi psicologi come James Gibson, Wolfgang Metzger e Ross Stagner.
Alla sua memoria, nel 1991, venne dedicata la biblioteca interdipartimentale delle discipline psicologiche dell'università di Padova, che allora era situata in piazza Capitaniato. A questa biblioteca, nel 2000, i figli del Metelli donarono una raccolta di libri e documenti di lavoro. Questi scritti sono stati organizzati e catalogati dentro quello che ora è definito Fondo Metelli, che, successivamente, nel 2010, è stato restaurato e digitalizzato da un progetto di valorizzazione coordinato da professori dell'università degli Studi di Padova e dal Centro Bibliotecario di Ateneo.
Nel decennale della sua morte, nel 1997, il dipartimento di Psicologia generale dell'università di Padova ha organizzato un convegno sulla Psicologia della Percezione in suo onore.

## Opere
- Introduzione alla Caratterologia Moderna, Editrice Libraria Siciliana, Padova, 1950
- Ricerche sperimentali sul lavoro di cernita delle lane, Tipologia del Seminario, Padova, 1950
- Elementi di Psicometria, Ente Nazionale Prevenzione Infortuni, Padova, 1956
- Analisi fattoriale: introduzione al metodo per psicologi, sociologi e pedagogisti, Giunti, Firenze, 1967